# 赛立复
赛立复是一个专注于线粒体医学研究的品牌，成立于2001年，旗下设有赛立复（中国）运营与科研中心，于2017年在深圳成立。2021年，该品牌参加了在上海举行的第四届进博会。

## 备注
1. ↑  许婧. 赛立复亮相第五届进博会. 中国新闻网. [1]